# فرط تنسج القراب
فرط تنسج القراب (المبيضي)(بالإنجليزية: hyperthecosis) هو عبارة عن فرط تنسج أو تضخم الغائر القرابي للمبيض. ويحدث عندما تتلاقى مساحة لوتنة مع فرط التنسج السدوي. وتقوم خلايا الورم اللوتيني بإنتاج الأندروجين، الذي قد يؤدي إلى عملية الشعرانية والترجيل أو (الإذكار).
يشير مصطلح فرط تنسج القراب إلى وجود أعشاش من خلايا القراب الورمي اللوتيني في سدى المبيض التي يرجع سببها إلى الاختلافات المتواجدة بين خلايا المبيض الخلالي الموجودة داخل خلايا لحمية ستيروجينكل. وتنتشر الأعشاش والجزر من خلايا القرابية اللحمية خلال سدى المبيض، بدلًا من أن تقتصر على المناطق المحيطة بالمسام الكيسي كما هو الحال في متلازمة المبيض المتعدد الكيسات (متلازمة تكيس المبيض). والنتيجة هي زيادة إنتاج الأندروجين.
تتشابه المظاهر السريرية والإكلينكية لفرط تنسيج القراب مع متلازمة تكيس المبايض. على الرغم من أن النساء اللاتي يعانين من فرط تنسج القراب غالبًا ما تكون نسب هرمون التستوستيرون لديهن مرتفعة بشكل ملحوظ وتكون أكثر إنباتًا للشعر وأكثر ذكورة أو مشابهة للرجل. وهنا تتم مناقشة التقديم السريري أو الإكلينيكي، والتشخيص، ومعالجة فرط تنسج القراب. ويتم استعراض التقديم السريري والتشخيص لمتلازمة تكيس المبيض المتعدد بشكل منفصل. 